# Lotus simoneae
Lotus simoneae là một loài thực vật có hoa trong họ Đậu. Loài này được Maire & al. miêu tả khoa học đầu tiên.